# Talsperre Santa Eulalia
Die Talsperre Santa Eulalia (spanisch Presa de Santa Eulalia) ist eine Talsperre in der Gemeinde A Veiga, Provinz Ourense, Spanien. Sie staut den Río Jares zu einem Stausee auf. Die Talsperre dient der Stromerzeugung; sie wurde 1966 fertiggestellt. Das zugehörige Kraftwerk Santiago Jares (span. Central hidroeléctrica de Santiago Jares) befindet sich in der Gemeinde A Rúa am linken Ufer des Sil. Die Talsperre und das zugehörige Kraftwerk sind im Besitz von Iberdrola Generacion S.A. und werden auch von Iberdrola betrieben.

## Absperrbauwerk
Das Absperrbauwerk ist eine doppelt gekrümmte Bogenstaumauer aus Beton mit einer Höhe von 68 (bzw. 73 oder 74) m über der Gründungssohle. Die Mauerkrone liegt auf einer Höhe von 528 m über dem Meeresspiegel. Die Länge der Mauerkrone beträgt 134 (bzw. 212) m. Das Volumen des Bauwerks beträgt 72.400 (bzw. 80.000) m³.
Die Staumauer verfügt sowohl über einen Grundablass als auch über eine Hochwasserentlastung. Über den Grundablass können maximal 57 (bzw. 58) m³/s abgeleitet werden, über die Hochwasserentlastung maximal 810 (bzw. 960 oder 1318) m³/s. Das Bemessungshochwasser liegt bei 650 m³/s. Die Hochwasserentlastung befindet sich auf der rechten Flussseite und besteht aus zwei Wehren sowie den beiden zugehörigen Schussrinnen.

## Stausee
Beim maximalen Stauziel von 525 m erstreckt sich der Stausee über eine Fläche von rund 0,41 km² und fasst 10 (bzw. 10,1 10,5 oder 11) Mio. m³ Wasser; davon können 10 Mio. m³ genutzt werden. Im Jahresmittel enthält der Stausee 7,9 Mio. m³.

## Kraftwerk
Das Maschinenhaus des Pumpspeicherkraftwerks (⊙) befindet sich in der Gemeinde A Rúa am linken Ufer des Sil. Direkt daneben liegen das Maschinenhaus des Ausleitungskraftwerks Santiago Sil und die gemeinsame Schaltanlage.
Das Kraftwerk ging 1967 (bzw. 1968) in Betrieb; die installierte Leistung wird mit 51 (bzw. 51,2 53 53,15 53,83 oder 55) MW angegeben. Die maximale Leistungsaufnahme im Pumpbetrieb beträgt 50 MW. Die durchschnittliche Jahreserzeugung liegt bei 72,615 (bzw. 104 oder 111) Mio. kWh.
Es sind zwei Francis-Pumpturbinen mit vertikaler Welle installiert, die jeweils maximal 25,6 MW leisten; jeder der zugehörigen Generatoren leistet 32 MVA. Die Nennspannung der Generatoren beträgt 15 kV. Die Nenndrehzahl der Turbinen liegt bei 500 Umdrehungen pro Minute. Die Fallhöhe beträgt 216 (bzw. 216,5 217 oder 235) m. Der Durchfluss liegt bei 12 (bzw. 14) m³/s je Turbine.